# Elizabeth de Vere
Elizabeth de Vere (née le 2 juillet 1575 et morte le 10 mars 1627) est une aristocrate anglaise, comtesse de Derby et seigneur de Man de 1610 à 1627.

## Biographie
Elizabeth de Vere naît le 2 juillet 1575 à Theobalds House, Hertfordshire, elle est la fille aînée survivante d'Édouard de Vere, 17e comte d'Oxford, et d'Anne Cecil, la fille de William Cecil, 1er baron Burghley, le principal conseiller et membre du conseil privé de la reine Élisabeth Ire d'Angleterre.
Le 26 janvier 1595, elle épouse William Stanley avec qui elle a cinq enfants : 
- Anne Stanley (1600 - février 1657), épouse d'abord Henry Portman puis Robert Kerr, 1er comte d'Ancram, avec qui elle a des enfants [1],
- James Stanley (31 janvier 1607 - 15 octobre 1651), 7e comte de Derby, épouse Charlotte de La Trémoille, avec qui il a des enfants[1],
- Robert Stanley (mort en 1632), épouse Elizabeth Gorges, avec qui il a des enfants [1],
- Elizabeth Stanley (morte jeune),
- Elizabeth Stanley (morte jeune).

Les comtes de Derby sont les chefs d'État héréditaires de l'île de Man, et le mari d'Elizabeth prend ce titre de seigneur de Man en 1610, suivant un acte du Parlement. Il délègue rapidement cette charge à son épouse qui avait commencé à assumer de nombreuses fonctions administratives et à intervenir dans les affaires politiques de l'île. Dès 1609, elle intervient au nom de l'île de Man, en adressant notamment une lettre le 15 septembre 1609 à son oncle Robert Cecil, 1er comte de Salisbury, concernant l'expédition d'argent. En 1612, Elizabeth est la première femme à être nommée officiellement seigneur de Man, un titre qu'elle détient jusqu'à sa mort en 1627 et auquel son fils aîné James Stanley lui succède .

## Sources
- (en) Cet article est partiellement ou en totalité issu de l’article de Wikipédia en anglais intitulé « Elizabeth de Vere, Countess of Derby » (voir la liste des auteurs).